# Sérignac-sur-Garonne
Sérignac-sur-Garonne är en kommun i departementet Lot-et-Garonne i regionen Nouvelle-Aquitaine i sydvästra Frankrike. Kommunen ligger i kantonen Laplume som tillhör arrondissementet Agen. År 2022 hade Sérignac-sur-Garonne 1 178 invånare.

## Befolkningsutveckling
Antalet invånare i kommunen Sérignac-sur-Garonne
| Referens: INSEE |